# Billy Liar
Pour les articles homonymes, voir Billy et Liar.
Billy Liar est un roman de Keith Waterhouse publié en 1960. Il a été adapté en pièce de théâtre, film, comédie musicale et série télévisée.

## Résumé
L'histoire semi-comique suit un jeune homme de 19 ans, Billy Fisher, qui habite chez ses parents dans la ville fictive de Stradhoughton, dans le comté du Yorkshire (Angleterre). Il s'ennuie dans son travail d'employé de bureau dans une entreprise de pompes funèbres et passe son temps à rêver, tel Walter Mitty, d'une vie dans une grande ville et une carrière d'écrivain de comédie. Billy Fisher est caractérisé par son imagination et sa capacité à mentir, illustrée par le fait qu'il ait trois petites amies en même temps.

## Adaptations
La pièce de théâtre en trois actes est écrite par Waterhouse et Willis Hall en 1960. Elle se déroule sur un seul plateau et débutera au West End de Londres avec Albert Finney incarnant le personnage principal (plus récemment, ce rôle a été tenu par Nicholas D. Cooper). La pièce de théâtre a été produite partout dans le monde, étant populaire avec les troupes amateur.
Le film, sorti en 1963, est réalisé par John Schlesinger. Tom Courtenay, doublure de Finney dans la pièce de théâtre, joue Billy et Julie Christie joue Liz, une de ses petites amies. Mona Washbourne est la mère de Billy et Wilfred Pickles le père. On y trouve également Rodney Bewes, Finlay Currie et Leonard Rossiter.
La série télévisée est produite par London Weekend Television en 1973-74. Jeff Rawle incarne Billy.
La comédie musicale, intitulée simplement Billy, mettra en scène Michael Crawford et Elaine Paige.
En 2005, le groupe de rock anglais Oasis adapte le roman au clip de son single n°1 au Royaume-Uni et en Italie The Importance Of Being Idle.

## Sources
- (en) Cet article est partiellement ou en totalité issu de l’article de Wikipédia en anglais intitulé « Billy Liar » (voir la liste des auteurs).
- (en) Billy Liar le film sur l'Internet Movie Database
- (en) Billy Liar la série télévisée sur l'Internet Movie Database